# Preso nel vortice
Preso nel vortice è il diciassettesimo album discografico dei Diaframma, pubblicato nell'ottobre 2013 da Diaframma Records/Self.

## Il disco
Il disco viene pubblicato qualche settimana dopo che il gruppo ha pubblicato la ristampa di Siberia, a sua volta pubblicata per il trentennale dall'edizione originale.
Il brano Ottovolante è dedicato espressamente a Piero Pelù.
La tracklist dell'album è stata anticipata da Federico Fiumani su Facebook nel maggio 2013, accompagnata dal messaggio: "Volevo fare come David Bowie che tiene il nuovo disco segreto fino a che non esce, ma non mi riesce".
La foto di copertina è di Claudio Lancia.

## Tracce
1. ATM
2. Claudia mi dice
3. Hell's angel
4. Ho fondato un gruppo
5. I sogni in disparte
6. Il suono che non c'è
7. Infelicità
8. L'amore è un ospedale
9. Ottovolante (una canzone per Piero Pelù)
10. L'uomo di sfiducia
11. Luglio 2010
12. Tutte le strade
13. Venisse il sole
14. Voglia di

## Formazione
Gruppo
- Federico Fiumani - voce, chitarra
- Luca Cantasano - basso
- Lorenzo Moretto - batteria

Altri musicisti
- Edoardo Daldone - chitarra
- Gianluca De Rubertis - tastiera, pianoforte
- Enrico Gabrielli - sax, pianoforte, tastiera
- Marcello Michelotti - voce
- Alex Spalck - voce
- Max Collini - voce